# 전경배
전경배(Danny K. Chun, 대니 전)은 한국계 미국인 판사로 뉴욕 시 최초의 한인 뉴욕주 브루클린형사법원 판사이다. 대니 전은 대한민국에서 태어나 존스홉킨스 대학교를 졸업하고 포덤 대학교 법학대학원에서 법무박사(JD) 과정을 마치고, 1987년부터 13년 동안 맨해튼 지방검찰청 검사, 1999년부터 브루클린 킹스 카운티 형사법원 판사를 역임하였으며, 2003년 뉴욕주 중죄법원 판사로 임명되어 현재 킹스 카운티의 다양한 중죄사건을 담당하고 있다.뉴욕주 판사는 선출직이지만 인원이 적고 업무량이 많기 때문에 뉴욕 시 판사 가운데 일부가 극히 이례적으로 승진, 임용되는 경우가 있는데 대니 전은 경력 5년이 채 안되지만 능력을 인정받아 이번에 뉴욕주 판사로 임용된 것이다. 대한민국에 방문하여 대한민국의 법조인과 활발한 교류를 하고 있다.“배심제엔 유죄협상제 필요해”한국인 최초 뉴욕시 판사 대니 전 강연2008, 2009년 연세대학교에서 여름계절학기에 미국법개론을 강의한 바 있다.

## 참고 문헌
1. ↑  “KBS 한민족리포트(뉴욕 동포들의 작은승리 한인판사 대니전)”. 2016년 3월 4일에 원본 문서에서 보존된 문서. 2007년 11월 16일에 확인함.
2. ↑  뉴욕주 첫 한인판사 탄생 2003-12-18
3. ↑  뉴욕주 중죄법원 판사초청 특강 및 토론회[깨진 링크(과거 내용 찾기)]